# Opus Majus
L'Opus Majus (dal latino "Opera Maggiore") è l'opera più importante del filosofo inglese Ruggero Bacone. Fu scritta in latino medievale, su richiesta di Papa Clemente IV. Il trattato di 878 pagine spazia su tutti gli aspetti delle scienze naturali, dalla grammatica e logica alla matematica, fisica e filosofia. Bacone inviò la sua opera al Papa nel 1267. Fu seguita più tardi nello stesso anno da una seconda opera più piccola, il suo Opus Minus, che era inteso come un astratto o riassunto dell'opera più estesa, seguita a breve da una terza opera, Opus Tertium, come introduzione preliminare agli altri due.

## Contenuto
L'Opus Majus è diviso in sette parti. La prima parte considera gli ostacoli alla vera saggezza e verità, classificando le cause dell'errore (officula) in quattro categorie: seguire un'autorità debole o inaffidabile, la consuetudine, l'ignoranza degli altri e nascondere la propria ignoranza con una finta conoscenza. La seconda parte considera il rapporto tra filosofia e teologia, concludendo che la teologia (e in particolare la Sacra Scrittura) è il fondamento di tutte le scienze.
La terza parte contiene uno studio delle lingue bibliche: latino, greco, ebraico e arabo, poiché la conoscenza della lingua e della grammatica è necessaria per comprendere la saggezza rivelata.
La quarta parte contiene uno studio di matematica: come parte dello studio, evidenziò vividamente i difetti del calendario giuliano, proponendo di eliminare un giorno ogni 125 anni a partire dal 325 d.C. (Concilio di Nicea). Notò anche lo spostamento degli equinozi ai solstizi.
La quinta parte contiene uno studio sull'ottica: la sezione sembra attingere alle opere degli scrittori arabi Kindi e Alhazen, ed include una discussione sulla fisiologia della vista, sull'anatomia dell'occhio e del cervello, e considera la luce, distanza, posizione e dimensione, visione diretta, visione riflessa e rifrazione, specchi e lenti . La sesta parte, De scientia sperimentalis, consiste in uno studio sulla scienza sperimentale: include una revisione dell'alchimia, della creazione della polvere da sparo e delle posizioni e dimensioni dei corpi celesti e anticipa invenzioni successive, come microscopi, telescopi, occhiali, macchine volanti, idraulica e navi a vapore. Le sfumature occulte di questa sezione riflettono l'interesse di Bacone per la magia, di cui scrisse anche in De secretis operibus artis et naturae, et de nullitate magiae. La settima parte considera la filosofia morale e l'etica.

## Intenti dell'opera
Quest'opera non può essere utilmente letta esclusivamente nel contesto della storia della scienza e della filosofia, dimenticando di considerare l'impegno religioso di Bacone nei confronti dell'Ordine francescano. Come afferma Amanda Power, "il suo Opus Majus era un appello di riforma rivolto al supremo capo spirituale della fede cristiana, scritto in uno sfondo di attesa apocalittica e informato dalle preoccupazioni stimolanti dei frati. Era destinato a migliorare la formazione dei missionari e a fornire nuove competenze da impiegare nella difesa del mondo cristiano contro l'inimicizia dei non cristiani e dell'Anticristo".